# Agapanthia violacea
Agapanthia violacea är en skalbaggsart som först beskrevs av Fabricius 1775.  Agapanthia violacea ingår i släktet Agapanthia och familjen långhorningar.
Artens utbredningsområde är:
- Luxemburg.
- Frankrike.
- Iran.
- Ukraina.

Inga underarter finns listade i Catalogue of Life.

## Bildgalleri

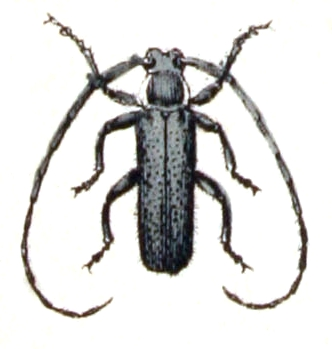
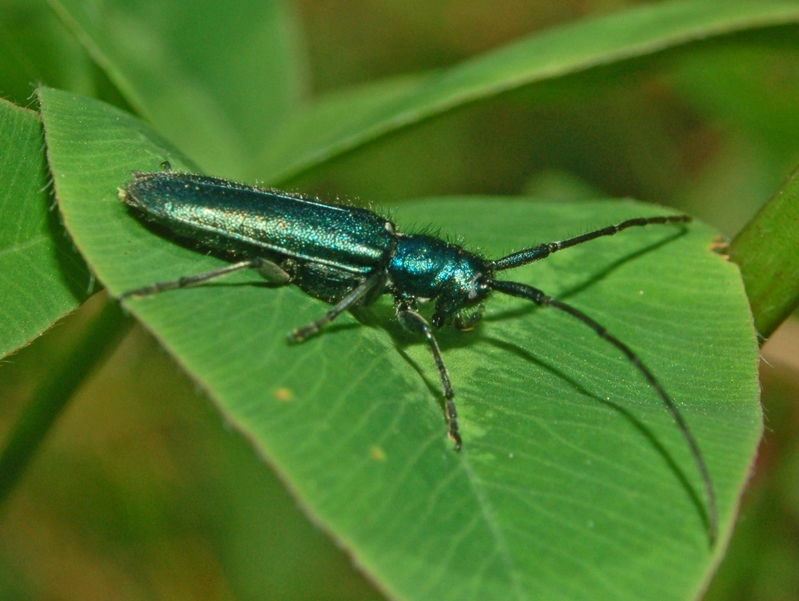